# 1931年冲锋队不伦瑞克集会章

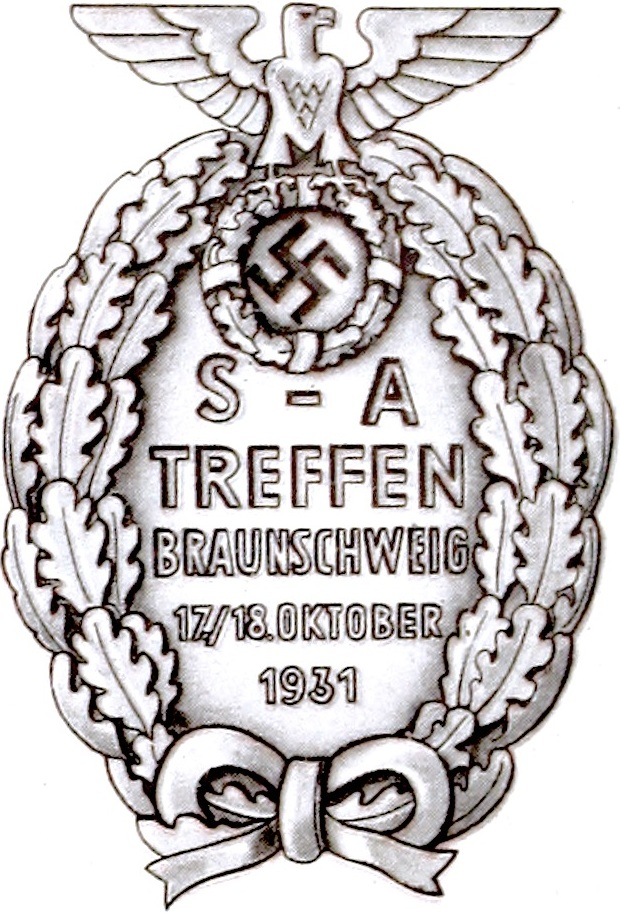
1931年冲锋队不伦瑞克集会章

1931年冲锋队不伦瑞克集会章（德語：Das Abzeichen vom SA - Treffen in Braunschweig 1931）是纳粹党确立的第三个全国级奖章。根据1936年11月6日規定的规章，纳粹党是為了紀念1931年10月17-18日在下萨克森州不伦瑞克举行的集会而設立此纪念奖章。